# 和田朋子 (英語学者)
和田 朋子（わだ ともこ、1975年 - ）は、日本の英語教育学者。
工学院大学教授、博士（学術）。ELEC同友会英語教育学会理事、日本工学教育協会コミュニケーション教育調査委員会副委員長。
専門は言語教育学、特に言語テスト論。大学教育におけるコミュニケーション教育にも力を入れている。
かつてエアロビクスインストラクターとしても活動していた。

## 経歴

### 学歴
- 1994年　筑波大学附属高等学校 卒業
- 1998年　東京外国語大学外国語学部英米語学科 卒業
- 2001年　東京外国語大学博士前期課程 地域文化研究科ヨーロッパ第一専攻 修了
- 2005年　東京外国語大学博士後期課程 地域文化研究科言語教育学専攻 単位取得退学
- 2009年 2月　東京外国語大学より博士（学術）を授与される

### 職歴
- 慶應義塾高等学校外国語科 非常勤講師（1998年4月 - 2003年3月）
- 慶應義塾大学 外国語教育研究センター 非常勤講師（2001年4月 - 2021年3月）
- 工学院大学 共通課程外国語科 専任講師（2005年4月 - 2011年3月）
- 工学院大学 教育推進機構国際キャリア科 准教授（2011年4月 - 2023年3月）
- 工学院大学 教育推進機構国際キャリア科 教授（2023年4月 - ）

## 著書
- 『はじめての英語論文　パターン表現＆文例集』（すばる舎）
- 『NEW CROWN』（文科省検定教科書）（三省堂）
- 『FACTBOOK』（文科省検定教科書）（桐原書店）など